# La verità vi prego sull'amore
La verità vi prego sull'amore es una película italiana del año 2001 dirigida por  Francesco Apolloni. Basada en una obra de teatro

## Argumento
Historias cruzadas de amores y desencuentros en torno al día de San Valentín vividas por un grupo de treintañeros.

## Reparto
- Mauro Meconi
- Barbara Snellenburg
- Gabriella Pession
- Beatrice Fazi
- Giacinto Palmarini
- Pierfrancesco Favino
- Elda Alvigini
- Carlotta Natoli
- Alberto Molinari
- Veronika Logan

- Datos: Q3824873